# Regeneratieve geneeskunde
Regeneratieve geneeskunde of vervangingsgeneeskunde houdt zich bezig met regeneratie van cellen, weefsels en zelfs organen. Op die manier probeert men ziekten te voorkomen en genezen. Met regeneratieve therapieën heeft men (in klinische testen of in het laboratorium) gebroken botten, kraakbeendefecten, ernstige doorligwonden, brandwonden, blindheid, doofheid, hartbeschadiging, zenuwbeschadigingen, Parkinson, uitgezaaide kanker, lever–, nier-, hart-, long- en andere aandoeningen behandeld. Mogelijk dat regeneratieve geneeskunde zal leiden tot levensverlenging omdat men de schade veroorzaakt door veroudering zal kunnen herstellen.

## Inleiding
Voor repareren en vervangen van weefsel gebruikt men de volgende methoden:
- gentherapie
- stamceltherapie
- functionele biomaterialen; synthetische, natuurlijke of gemodificeerde materialen ontworpen voor implantatie in of samenwerking met levende systemen
- weefselkweek; applicaties die structureel weefsel vervangen of repareren zoals kraakbeen, been, bloedvaten, blaas, trommelvlies (2010)
- stamceltransplantatie; deze verbeteren mogelijk het herstel na hartinfarcten, cerebrovasculaire accidenten, cerebrale parese (spasticiteit)
- transplantatie van cellen die een specifieke biochemische functie uitoefenen, zoals bio-artificieel pancreas of bio-artificiële lever

Sinds 7 juni 2012 wordt kraakbeenherstel in Nederland vergoed via de zorgverzekering, maar er zijn nog vele belemmeringen te overwinnen zoals:
- Wetenschappelijke en engineering hindernissen (voorbeeld cryopreservatie van gemaakt weefsel, soms duurt het drie weken om weefsel te produceren maar dan is er op dat moment geen vraag naar - hoe ga je dan testen of dat weefsel functioneel is.)
- Technisch en commercieel (hoe maak je genoeg cellen om te verkopen, je kan een microbioreactor gebruiken voor kleine hoeveelheden, maar niet voor grote hoeveelheden)
- Sociale/ethische/wettelijke vraagstukken
- Afhankelijkheid van subsidies of terugverdienen van investeringen.

De belofte van regeneratieve geneeskunde is groot. Zoals Richard Gross in 1969 reeds opmerkte - als alle levende wezens naar wens konden regenereren dan zou er geen dood zijn -.

## Regeneratie bij dieren
Bij dieren komt het verschijnsel regelmatig voor. In de meeste gevallen, zoals kikkers, salamanders, kreeft- en insectachtigen betreft het alleen vervanging van ledematen. Bij de laatste twee groeit deze aan per vervelling, bij de anderen geleidelijk. Maar er zijn ook extremere vormen zoals:
- bij regenwormen groeit één afgegeten deel weer aan, mits de voorkant grotendeels onbeschadigd blijft (maximum 4 segmenten van de voorkant kunnen zich herstellen via regeneratie, het herstelvermogen aan de achterzijde is veel groter);
- zeekomkommers spugen bij predatatie het gehele darm- en vaatstelsel uit om een vijand 'een koekje' te geven, waarna het dier ervandoor gaat en de organen worden gerepareerd ofwel vervangen;
- een wandelende tak is, net zoals de meeste aanverwanten (orde Phasmida) en insecten met een nimf-stadium (alle insecten die meermaals vervellen), regeneratief. Een jong dier dat een poot verliest vervelt vaker en heeft een grotere kans op volledige regeneratie, dit geldt tevens voor krab- en kreeftachtigen;
- de axolotl (Ambystoma mexicanum), een neotene salamandersoort uit Mexico, is de bijzonderste vorm. Deze dieren kunnen zelfs beschadigde nieren, zenuwen en hersenen herstellen. Ook als beschadigde organen van andere individuen worden geïmplanteerd, vindt herstel plaats. Door dit grote regeneratieve vermogen worden de dieren veel onderzocht in medische laboratoria.
- veel holtedieren kennen regeneratie zoals sponzen en kwallen; na scheuring kan meestal één levensvatbaar deel aangroeien.

Bij de zoetwaterpoliep (Chlorohydra) die ook in Nederland voorkomt, groeien de aparte delen, indien deze groot genoeg zijn, weer volledig aan tot twee of meer nieuwe dieren. De poliep, die eruitziet als een knopje met lange tentakels, kan dit zelfs sturen. Daarom is ook dit een vorm van ongeslachtelijke voortplanting, net zoals bij planten. Het is echter wel vaker moeilijk te bepalen of het nu gaat om ongeslachtelijke voortplanting of regeneratie; zeesterren kunnen meerdere armen tegelijkertijd missen, alles groeit weer aan als oorspronkelijk, maar als een deel van de schijf mee wordt afgescheurd, kan er een heel nieuwe zeester uit groeien, zoals bij kwallen.

## Regeneratie bij mensen
Ook bij de mens komt regeneratie voor, namelijk de lever. Zelfs als een derde van de lever wordt getransplanteerd, kan deze weer uitgroeien tot de oorspronkelijke grootte. Ook als vervetting van levercellen plaatsvindt, door bijvoorbeeld alcoholisme, is het proces omkeerbaar; levercirrose echter niet, doordat cellen door bindweefsel worden overwoekerd. Bij jonge kinderen komt het voor dat vingertopjes nog geheel kunnen worden hersteld, ook de longcellen van kinderen kunnen zich nog delen, waardoor kapotte cellen kunnen worden vervangen zonder dat de longcapaciteit afneemt.

## In de literatuur
René-Antoine Ferchault de Réaumur (28 februari 1683 - 17 oktober 1757) schreef veel over biologie. Vroeg in zijn leven schreef hij over het voortbewegingssysteem bij de stekelhuidigen en hij toonde ook aan dat de zogenaamde foutieve mythe van regeneratie van verloren ledematen bij kreeftachtigen wel degelijk waar was.